# Igor Romanow

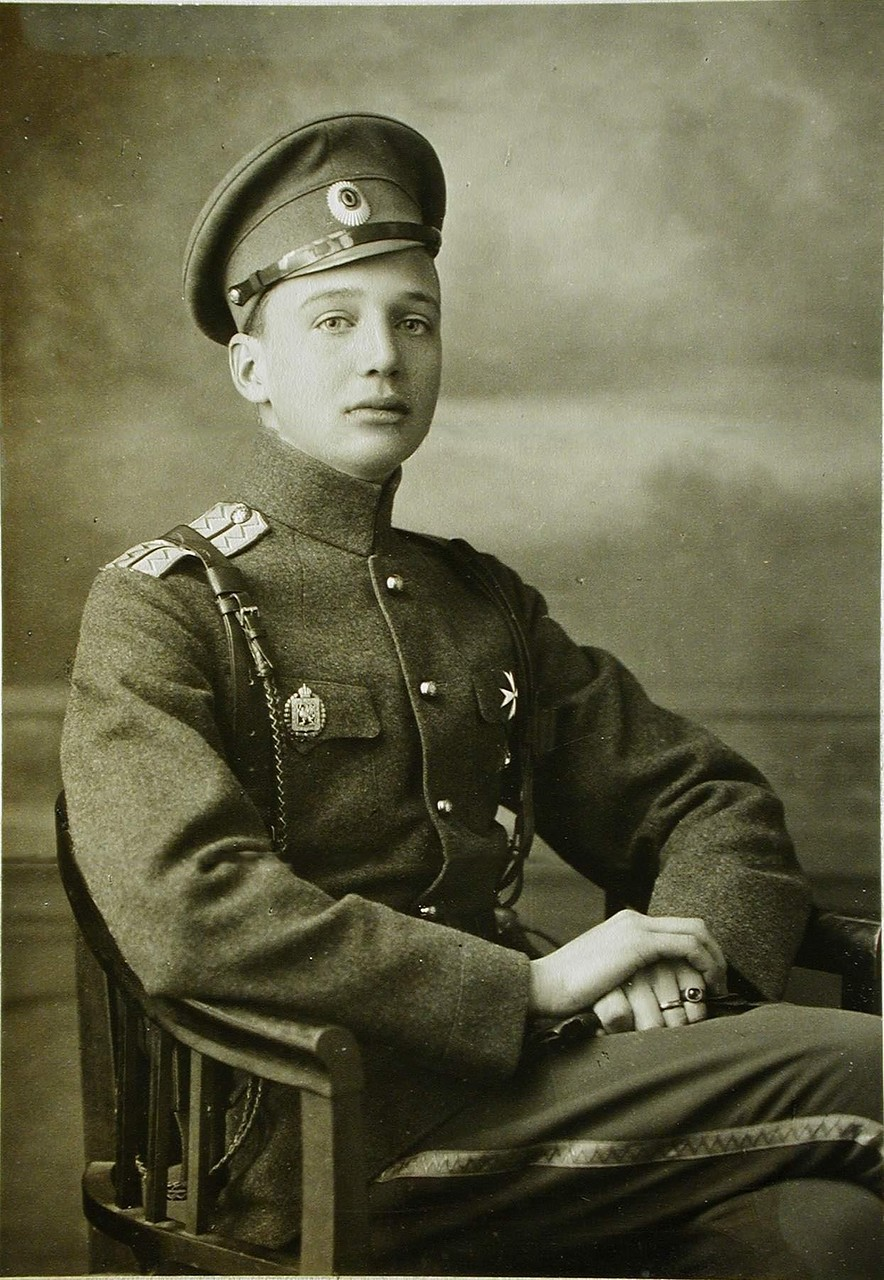

Igor Konstantynowicz Romanow (ros. Игорь Константинович Романов, ur. 29 maja 1894, zm. 18 lipca 1918 k. Ałapajewska) – rosyjski książę krwi imperatorskiej, syn wielkiego księcia Konstantego i jego żony Elżbiety, księżniczki altenburskiej.
Służył w armii, ukończył Korpus Paziów, został sztabs-rotmistrzem lejb-gwardii pułku gusarskiego, w 1915 mianowano go Flügeladjutantem. Po rewolucji październikowej wraz z innymi książętami został zesłany do Wiatki, później Jekaterynburga, a stamtąd do Ałapajewska. W nocy na 18 lipca 1918 wraz z rodziną został zamordowany przez bolszewików w szybie kopalni. W październiku 1918 jego zwłoki zostały odkryte przez Białą Armię i przewiezione na Syberię, a następnie do Chin, gdzie w kwietniu 1920 zostały pochowane. 1 listopada 1981 Rosyjski Kościół Prawosławny poza granicami Rosji uznał go wraz z innymi ofiarami mordu za męczennika za wiarę i kanonizował.